# Pays de Lacq Orthez Béarn des Gaves
 (juin 2025).
Le Pays de Lacq-Orthez-Béarn des Gaves était situé dans le département des Pyrénées-Atlantiques et la région Nouvelle-Aquitaine. Il a été formé en vertu de la loi Voynet qui fait du pays un véritable territoire de projet, fondé sur une volonté locale.
Depuis 2018, il a été remplacé par le Pôle métropolitain Pays de Béarn.

## Description
- Date de reconnaissance : 2005
- Surface : 1 779 km²
- Population : 51 214 habitants
- Villes principales : Mourenx, Orthez et Salies-de-Béarn.

## Composition
Il regroupe 114 communes pour une superficie de 1 167 km². Elles se répartissent en 4 communautés de communes et 2 communes isolées :
- Communauté de communes de Lacq-Orthez
- Communauté de communes du canton de Navarrenx
- Communauté de communes de Salies-de-Béarn
- Communauté de communes de Sauveterre-de-Béarn

et les communes d'Araujuzon et de Laàs.